# Sharon Stouder
Sharon Marie Strouder, po mężu Clark (ur. 9 listopada 1948 w Altadenie, zm. 23 czerwca 2013) – amerykańska pływaczka. Wielokrotna medalistka olimpijska z Tokio.
Specjalizowała się w wyścigach sprinterskich w stylu dowolnym i stylu motylkowym. W Tokio zdobyła trzy złote medale (w tym na 100 metrów motylkiem). Miała wówczas zaledwie 15 lat. Była drugą – po Dawn Fraser – kobietą w historii, która złamała na dystansie 100 m kraulem barierę minuty. Biła rekordy świata.

## Starty olimpijskie
Tokio 1964
- 100 m motylkiem, 4 × 100 m kraulem, 4 × 100 m stylem zmiennym – złoto
- 100 m kraulem – srebro